# Manuel Ortlechner
Manuel Ortlechner (*Ried im Innkreis, Austria, 4 de marzo de 1980) es un futbolista internacional austriaco. Se desempeña en posición de defensa y actualmente juega en el FK Austria Viena que milita en la Bundesliga. 

## Selección nacional
Ha sido internacional con la Selección de fútbol de Austria en nueve ocasiones. Debutó el 6 de septiembre de 2006 contra Venezuela en un partido amistoso, celebrado en Basilea, que finalizó 0-1 a favor de los sudamericanos.

## Clubes
| Club                  | País    | Temporadas        |
| --------------------- | ------- | ----------------- |
| Sportvereinigung Ried | Austria | 1999/00 a 2003/04 |
| ASKÖ Pasching         | Austria | 2004/05 a 2006/07 |
| SK Austria Kärnten    | Austria | 2007/08 a 2008/09 |
| FK Austria Viena      | Austria | 2009/10-          |

## Palmarés

### Campeonatos nacionales
| Título                   | Club             | País    | Año     |
| ------------------------ | ---------------- | ------- | ------- |
| Bundesliga Austriaca (1) | FK Austria Viena | Austria | 2012/13 |